# يوليان بولرسبك
يوليان بولرسبك (بالألمانية: Julian Pollersbeck) (16 أغسطس 1994 آلتوتينغ ألمانيا - ) هو لاعب كرة قدم ألماني، يلعب كحارس مرمى.

## روابط خارجية
- يوليان بولرسبك على موقع الاتحاد الأوربي (الإنجليزية)
- يوليان بولرسبك على موقع قاعدة بيانات كرة القدم.إي يو (الإنجليزية)
- يوليان بولرسبك على موقع بيانات كرة القدم. دي إي (الألمانية)
- يوليان بولرسبك على موقع ليكيب (الفرنسية)
- يوليان بولرسبك على موقع Soccerway.com (الإنجليزية)
- يوليان بولرسبك على موقع عالم كرة القدم.نت (الإنجليزية)
- يوليان بولرسبك على موقع AS.com (الإسبانية)